# Moreno Martini
Moreno Martini (ur. 10 maja 1935 w Lukce, zm. 29 stycznia 2009 tamże) – włoski lekkoatleta.
W 1960 wystartował na igrzyskach olimpijskich, na których odpadł w półfinale biegu na 400 m ppł, zajmując 7. miejsce w swoim biegu z czasem 52,4 s.
Dwukrotny mistrz Włoch w biegu na 400 m ppł z 1955 i 1959. Reprezentował klub Virtus Lucca.
Zmarł 29 stycznia 2009 w Lukce. Pochowany został dwa dni później w tym samym mieście.
Rekord życiowy: 51,1 s ( Rzym, 11 października 1959) – dawny rekord Włoch.